# Élections générales québécoises de 1944
L'élection générale québécoise de 1944 s'est déroulé le 8 août 1944 afin d'élire les députés de la 22e législature à l'Assemblée législative du Québec (Canada). Il s'agit de la 22e élection générale depuis la confédération canadienne de 1867. L'Union nationale, dirigée par Maurice Duplessis, est porté au pouvoir en défaisant le gouvernement libéral sortant du premier ministre Adélard Godbout et forme un gouvernement majoritaire.
Il s'agit également de la première élection où les femmes peuvent exprimer leur droit de vote au Québec.

## Contexte
Le Parti libéral avait remporté l'élection générale précédente en grande partie grâce à l'aide des libéraux fédéraux qui avaient unis leurs forces pour défaire le gouvernement de Maurice Duplessis. Ce dernier, opposé à la participation canadienne à la Seconde Guerre mondiale, avait déclenché l'élection en promettant de s'opposer à l'effort de guerre du Canada. Le premier ministre du Canada, William Lyon Mackenzie King, promet que la conscription ne sera jamais imposée.
Toutefois, le 27 avril 1942, King tient un plébiscite national demandant aux Canadiens de lui permettre de revenir sur sa promesse et d'imposer la conscription si nécessaire. Le plébiscite donne un résultat favorable à 63,7 % dans l'ensemble du Canada, mais défavorable à 71,2 % au Québec. La conscription ne sera appliquée qu'à partir de 1944, ce qui déclenche une crise de la conscription.
Un nouveau parti fait son apparition sur les scènes fédérale et provinciale : le Bloc populaire canadien, nationaliste et anti-conscriptionniste. Il remporte 4 sièges lors de ce scrutin, et fera également élire 2 députés à la Chambre des communes lors de l'élection fédérale l'année suivante.
Mais le sentiment anti-conscriptionniste joue surtout en faveur de Duplessis, qui réussit à faire passer Godbout pour un pantin du gouvernement libéral fédéral. Bien que le Parti libéral ait reçu plus de votes, l'Union nationale revient au pouvoir. Duplessis demeurera ensuite au pouvoir jusqu'à sa mort en 1959, remportant facilement la victoire lors des trois élections générales suivantes.
En mai 1944, le nombre de sièges passa de 86 à 91 après un long débat.
David Côté, un candidat de la Fédération du commonwealth coopératif, socialiste, réussit à se faire élire dans Rouyn-Noranda dans une lutte à six candidats ; toutefois, il quitte le parti pour siéger en tant que député indépendant à partir de juillet 1945. L'indépendant René Chaloult est également élu.
Lors de cette élection, les Québécoises peuvent voter pour la première fois à une élection au niveau provincial. Le gouvernement d'Adélard Godbout avait rendu la chose possible, en dépit de l'opposition de l'Union nationale et de l'archevêque de Québec, Mgr Villeneuve. Par cette loi, le nombre d'électeurs inscrits avait augmenté de façon significative (passant de 753 310 en 1939 à 1 865 396 en 1944). Le Québec était la dernière province canadienne à accorder ce droit.

## Campagne
Ce sont cinq principaux partis qui prennent part à cette course à la gouvernance du Québec en 1944. Les techniques de propagande sont multiples : on parle surtout de distribution de pamphlets et de publicités radiophoniques servant à la diffusion de ses idées, mais dans tous les cas, on n’hésite pas à dénigrer l’adversaire pour parfaire sa propre image.
Bien que la victoire ne se soit que réellement disputée entre le Parti libéral et l’Union Nationale, il n’en demeure pas moins que d’autres partis, à leur manière, ont tout de même trouvé le moyen de tirer leur épingle du jeu au niveau de leurs tactiques communicationnelles respectives.
La Fédération du Commonwealth coopératif, pour sa part, a ancré sa campagne autour de la démonstration du caractère fondamentalement désuet du système capitaliste en place qui était à l’époque, selon ses membres, à la base des mauvaises conditions de vie de la population québécoise. À travers la distribution de pamphlets notamment, leurs adhérents s’afféraient à la diffusion de l’idée d’une réforme sociale et économique de la société. Cependant, le fait de ne présenter que 24 candidats et donc, de ne compétitionner que pour environ le quart des sièges de la province a joué en leur défaveur alors que le parti n’aurait jamais pu former le gouvernement.
Le Bloc populaire, quant à lui, cherchait à dénoncer vigoureusement le support du gouvernement de Godbout à l’endroit du fédéral lors de son dernier mandat. Que ce soit lors d’allocutions à la radio ou lors de diverses rencontres, on ne se gênait pas pour se positionner en désaccord avec le contrôle économique qui était induit par l’impérialisme canadien de l’époque. Le parti capitalisait ainsi sur la possibilité de changer les lois pour faire valoir sa vision alternative.
Non seulement du côté du Bloc populaire mais également chez celui des unionistes, la stratégie de campagne reposait beaucoup sur le fait de faire de la guerre et donc par extension, la conscription, l’enjeu central de ces élections, ce qui a contribué à placer Adélard Godbout et son équipe libérale dans une position plutôt précaire bien contre leur gré.
D’ailleurs, le chef du Parti libéral du Québec, pour tenter de contrer cette campagne de salissage à son égard, tentait surtout de rappeler à la population tous les bons coups de son gouvernement au cours des dernières années. Bons coups que l’opposition tentait plutôt de changer en mauvais en l’accusant, par exemple, d’avoir créé la conscription de l’éducation avec la loi sur l’instruction obligatoire. Les tentatives de Godbout pour s’attirer de la sympathie ne se montraient que très peu efficaces : il est arrivé qu’il ait eu à se présenter devant des assemblées houleuses auprès desquelles la présence de sécurité était requise et où il se voyait confronté à de grandes huées. Plus encore, l’arrivée des électrices au scrutin est venue changer la donne puisqu’elles étaient en nombre majoritaire dans de multiples comtés : plusieurs d’entre elles attribuaient la responsabilité de la guerre aux libéraux, ce qui les plaçait évidemment en défaveur par rapport aux autres partis. Également, toujours dans le but d’influencer les gens, Gobdout a eu recours à des stratégies de propagande, comme les annonces dans les journaux par exemple, qui lui ont autant permis de venter ses accomplissements passés que de dénigrer l’aspirant premier ministre Duplessis. Sur ce dernier point, un cas à mentionner est celui de La Palme présente Displicuit Naus Tuus. Il s’agit d’une brochure remplie de caricatures réalisées par La Palme. Celle-ci servait à se moquer de Duplessis, notamment à travers la critique de ses actions et une volonté de dévoiler au grand jour ses véritables motivations, mais également en l’illustrant littéralement de manière grotesque.
Enfin, au sein du parti de Maurice Duplessis, on assiste à une professionnalisation de la communication politique : il se dote de personnel politique permanent qui gère sa campagne en adoptant une perspective à plus long terme. Très semblablement à ses opposants, le chef de l’Union Nationale opte pour des allocutions à la radio, des publications dans les journaux, de la distribution de brochures et des assemblées politiques comme principaux moyens de faire sa propagande. Il se distingue tout de même par l’utilisation d’un journal de parti – Le Temps – qui devient un outil de communication de masse. Alors qu’il s’oppose fermement à l’idée de la conscription, le contexte veut qu’il se place en position de défenseur des droits de la population. Plus globalement, on peut parler d’une stratégie de mise en image de Duplessis : on utilise sa photo en plan rapproché ainsi qu’un buste en plâtre à son effigie pour se créer des représentations tangibles de l’aspirant premier ministre.

## Dates importantes
- 29 juin 1944 : émission du bref d'élection.
- 8 août 1944 : scrutin
- 7 février 1945 : ouverture de la session parlementaire.

## Résultats
| Union nationale | Libéral   | Bloc pop. | FCC     | Ind.    |
| 48 sièges       | 37 sièges | 4 sièges  | 1 siège | 1 siège |
| ^               |           |           |         |         |
| majorité        |           |           |         |         |

### Résultats par parti politique
| Partis | Partis                      | Chef                        | Candidats | Sièges | Sièges | Voix      | Voix   | Voix |
| Partis | Partis                      | Chef                        | Candidats | 1939   | Élus   | Nb        | %      | +/-  |
| --- | --------------------------- | --------------------------- | --------- | ------ | ------ | --------- | ------ | ---- |
| | Union nationale             | Maurice Duplessis           | 91        | 15     | 48     | 505 661   | 38 %   | %    |
| | Libéral                     | Adélard Godbout             | 90        | 70     | 37     | 523 316   | 39,3 % | %    |
| | Bloc populaire              | André Laurendeau            | 80        | -      | 4      | 191 564   | 14,4 % | %    |
| | Commonwealth coopératif     | Romuald-Joseph Lamoureux    | 24        | -      | 1      | 33 986    | 2,6 %  | %    |
| | Union des électeurs         |                             | 12        | -      | -      | 16 542    | 1,2 %  | -    |
| | Libéral indépendant         | Libéral indépendant         | 7         | -      | -      | 8 656     | 0,7 %  | -    |
| | Ouvrier indépendant         |                             | 2         | -      | -      | 8 355     | 0,6 %  | -    |
| | Ouvrier progressiste        |                             | 3         | -      | -      | 7 873     | 0,6 %  | -    |
| | Union nationale indépendant | Union nationale indépendant | 3         | -      | -      | 6 775     | 0,5 %  | -    |
| | FCC indépendant             | FCC indépendant             | 1         | -      | -      | 3 015     | 0,2 %  | -    |
| | Candidat du peuple          |                             | 1         | -      | -      | 2 583     | 0,2 %  | -    |
| | Nationaliste indépendant    |                             | 1         | -      | -      | 2 124     | 0,2 %  | -    |
| | Bloc populaire indépendant  |                             | 1         | -      | -      | 156       | 0 %    | -    |
| | Indépendant                 | Indépendant                 | 17        | 1      | 1      | 19 353    | 1,5 %  | -    |
| Total | Total                       | Total                       | 333       | 86     | 91     | 1 329 959 | 100 %  |      |
| Le taux de participation lors de l'élection était de 72,1 % et 15 591 bulletins ont été rejetés. Il y avait 1 865 396 personnes inscrites sur la liste électorale pour l'élection. |                             |                             |           |        |        |           |        |      |

### Résultats par circonscription
- Abitibi-Est : Henri Drouin (Parti libéral)
- Abitibi-Ouest : Émile Lesage (Union nationale)
- Argenteuil : Georges-Étienne Dansereau (Parti libéral)
- Arthabaska : Pierre-Horace Plourde (Parti libéral)
- Bagot : Cyrille Dumaine (Parti libéral)
- Beauce : Édouard Lacroix (Bloc populaire)
- Beauharnois : Albert Lemieux (Bloc populaire)
- Bellechasse : Valmore Bienvenue (Parti libéral)
- Berthier : Armand Sylvestre (Parti libéral)
- Bonaventure : Henri Jolicoeur (Union nationale)
- Brome : Jonathan Robinson (Union nationale)
- Chambly : Dowina-Évariste Joyal (Parti libéral)
- Champlain : Maurice Bellemare (Union nationale)
- Charlevoix-Saguenay : Arthur Leclerc (Union nationale)
- Châteauguay : Honoré Mercier (petit-fils) (Parti libéral)
- Chicoutimi : Antonio Talbot (Union nationale)
- Compton : William James Duffy (Parti libéral)
- Deux-Montagnes : Paul Sauvé (Union nationale)
- Dorchester : Joseph-Damase Bégin (Union nationale)
- Drummond : Robert Bernard (Union nationale)
- Frontenac : Patrice Tardif (Union nationale)
- Gaspé-Nord : Alphonse Pelletier (Union nationale)
- Gaspé-Sud : Camille-Eugène Pouliot (Union nationale)
- Gatineau : Célestin Nadon (Parti libéral)
- Hull : Alexandre Taché (Union nationale)
- Huntingdon : Dennis James O'Connor (Parti libéral)
- Iberville : Yvon Thuot (Union nationale)
- Iles-de-la-Madeleine : Hormisdas Langlais (Union nationale)
- Jacques Cartier : Charles-Aimé Kirkland (Parti libéral)
- Joliette : Antonio Barrette (Union nationale)
- Kamouraska : Louis-Philippe Lizotte (Parti libéral)
- Labelle : Albiny Paquette (Union nationale)
- Lac-Saint-Jean : Joseph-Ludger Fillion (Parti libéral)
- L'Assomption : Victor-Stanislas Chartrand (Union nationale)
- Laval : François Leduc (Parti libéral)
- Laviolette : Charles Romulus Ducharme (Union nationale)
- Lévis : Théophile Larochelle (Union nationale)
- L'Islet : Adélard Godbout (Parti libéral)
- Lotbinière : Guy Roberge (Parti libéral)
- Maisonneuve : François-Albert Gatien (Union nationale)
- Maskinongé : Germain Caron (Union nationale)
- Matane : Onésime Gagnon (Union nationale)
- Matapédia : Philippe Cossette (Union nationale)
- Mégantic : Tancrède Labbé (Union nationale)
- Missisquoi : Henri-A. Gosselin (Parti libéral)
- Montcalm : Maurice Tellier (Union nationale)
- Montmagny : Fernand Choquette (Parti libéral)
- Montmorency : Jacques Dumoulin (Parti libéral)
- Montréal—Jeanne-Mance : Joseph-Émile Dubreuil (Parti libéral)
- Montréal-Laurier : André Laurendeau (Bloc populaire)
- Montréal-Mercier : Joseph-Achille Francoeur (Parti libéral)
- Montréal—Notre-Dame-de-Grâce : James Arthur Mathewson (Parti libéral)
- Montréal-Outremont : Henri Groulx (Parti libéral)
- Montréal—Saint-Henri : Joseph-Hormisdas Delisle (Union nationale)
- Montréal—Saint-Jacques : Omer Côté (Union nationale)
- Montréal—Saint-Louis : Maurice Hartt (Parti libéral)
- Montréal—Sainte-Anne : Thomas Guérin (Parti libéral)
- Montréal—Sainte-Marie : Camille Côté (Union nationale)
- Montréal-Verdun : Lionel-Alfred Ross (Parti libéral)
- Napierville-Laprairie : Hercule Riendeau (Union nationale)
- Nicolet : Émery Fleury (Union nationale)
- Papineau : Roméo Lorrain (Union nationale)
- Pontiac : Edward Charles Lawn (Parti libéral)
- Portneuf : Bona Dusseault (Union nationale)
- Québec-Centre : Joseph William Morin (Parti libéral)
- Québec : René Chaloult (indépendant)
- Québec-Est : Henri-Paul Drouin (Parti libéral)
- Québec-Ouest : Wilfrid Samson (Parti libéral)
- Richelieu : Joseph-Willie Robidoux (Parti libéral)
- Richmond : Albert Goudreau (Union nationale)
- Rimouski : Alfred Dubé (Union nationale)
- Rivière-du-Loup : Léon Casgrain (Parti libéral)
- Roberval : Antoine Marcotte (Union nationale)
- Rouville : Laurent Barré (Union nationale)
- Rouyn-Noranda : David Côté (Commonwealth coopératif)
- Saint-Hyacinthe : Ernest-Joseph Chartier (Union nationale)
- Saint-Jean : Jean-Paul Beaulieu (Union nationale)
- Saint-Maurice : Marc Trudel (Union nationale)
- Saint-Sauveur : Wilfrid Hamel (Parti libéral)
- Shefford : Hector Choquette (Union nationale)
- Sherbrooke : John Samuel Bourque (Union nationale)
- Stanstead : Ovila Bergeron (Bloc populaire)
- Témiscamingue : Nil-Élie Larivière (Union nationale)
- Témiscouata : André Pelletier (Union nationale)
- Terrebonne : Joseph-Léonard Blanchard (Union nationale)
- Trois-Rivières : Maurice Duplessis (Union nationale)
- Vaudreuil-Soulanges : Alphide Sabourin (Parti libéral)
- Verchères : Arthur Dupré (Parti libéral)
- Westmount—Saint-Georges : George Carlyle Marler (Parti libéral)
- Wolfe : Henri Vachon (Union nationale)
- Yamaska : Antonio Élie (Union nationale)